# Catalogo di Torino
Il Catalogo di Torino è un manoscritto conservato nella Biblioteca dell'Università di Torino (cod. E. V. 17): redatto intorno al 1320 sulla base di una precedente documentazione ufficiale della Curia romana, contiene un elenco di tutte le chiese, le cappelle e gli ospedali di Roma allora esistenti. 

## Struttura
Le varie chiese sono divise in tre gruppi che prendono il nome ciascuna da una chiesa contenuta al suo interno (sono dette rispettivamente Duodecim Apostolorum, Sanctorum Cosme et Damiani e Sancti Thome). Ogni voce di questo censimento è corredato dal numero dei preti e dei chierici addetti ad ogni chiesa e cappella, dei monaci e delle monache nei vari monasteri e dei servitores occupati negli ospedali cittadini. A proposito di alcune cappelle sono ricordate delle figure di garabaitae (monaci non appartenenti a nessuna congregazione o ordine o regola) dalla funzione incerta.

## Edizione moderna
L'edizione moderna del manoscritto è stata curata dall'Armellini: nel suo lavoro, egli ha assegnato ad ogni chiesa un numero arabo progressivo al quale ci si riferisce nelle citazioni del testo (ad esempio Taur. 310 corrisponde alla Basilica di San Lorenzo fuori le mura).  